# Siergiej Mawrodi
Siergiej Pantielejewicz Mawrodi, ros. Сергей Пантелеевич Мавроди (ur. 11 sierpnia 1955 w Moskwie, zm. 26 marca 2018 tamże) – rosyjski przedsiębiorca, twórca piramidy finansowej, deputowany Dumy Państwowej (1994–1995), kandydat na prezydenta Rosji.

## Życiorys
Siergiej Mawrodi urodził się 11 sierpnia 1955 roku w Moskwie. W 1978 roku ukończył studia na Wydziale Matematyki Moskiewskiego Instytutu Elektroniki i podjął pracę w moskiewskim instytucie badawczym. Już w 1981 roku rozpoczął prywatną działalność biznesową, która była wówczas nielegalna. Dwa lata później został aresztowany za prowadzenie działalności gospodarczej, ale zwolniono go po 10 dniach z zaleceniem, aby powrócił do legalnej pracy.
W 1988 roku Mawrodi wraz z bratem Wiaczesławem założył firmę MMM. W tym samym roku byli aresztowani pod zarzutem kradzieży, ale zwolniono ich z powodu braku dowodów. W 1989 roku firma została zarejestrowana, zajmowała się handlem wyposażeniem biurowym, a dzięki szeroko zakrojonej kampanii reklamowej stała się liderem rynku. Z czasem rozszerzała działalność, szybko powstały 34 oddziały w całym ZSRR. W strukturach koncernu znajdowało się ponad 300 powiązanych w różny sposób spółek oraz prywatny bank. W 1992 roku firmę oskarżono o oszustwa podatkowe, a już w grudniu tego samego roku założony został fundusz inwestycyjny „МММ-inwest”.
Latem 1993 roku został założony kolejny fundusz pod nazwą MMM, który był zbudowany na zasadzie typowej piramidy finansowej. Łącznie piramida Mawrodiego miała 10 mln członków i zgromadziła fundusze przekraczające sumę stu milionów dolarów. Mawrodi prowadził kolejne kampanie reklamowe, m.in. w lutym opłacił darmowe kursowanie komunikacji miejskiej przez jeden dzień.
Pod koniec lipca 1994 roku ustalono, że jedna z jednostek koncernu unikała płacenia podatków. Na Mawrodiego nałożono grzywnę, ale ten odmówił jej zapłacenia, twierdząc, że wszystkie podatki zostały opłacone zgodnie z przepisami. W efekcie zamieszania wokół firmy duża część inwestorów straciła zaufanie do przedsięwzięcia i przystąpili do masowej sprzedaży jednostek uczestnictwa.
22 lipca 1994 roku prezydent Borys Jelcyn zakazał specjalnym dekretem działalności parabankowej, a 4 sierpnia Mawrodi został aresztowany za oszustwa podatkowe, ale we wrześniu zarejestrował się w jednym z moskiewskich okręgów wyborczych jako kandydat do Dumy w wyborach uzupełniających. Wkrótce potem został zwolniony z więzienia, a 30 października został wybrany do parlamentu. Rok później, 6 października 1995 roku, Duma Państwowa uchyliła mu immunitet i usunęła go ze składu parlamentu. W 1996 roku Mawrodi kandydował jeszcze na prezydenta Rosji, ale Centralna Komisja Wyborcza odmówiła mu rejestracji jego kandydatury.
W 1997 roku jego piramida finansowa oficjalnie ogłosiła bankructwo.
31 stycznia 2003 roku został aresztowany w Moskwie, przy okazji aresztowania stwierdzono, że posługiwał się fałszywymi dokumentami na nazwisko Jurij Zajcew. 2 grudnia został skazany na 13 miesięcy więzienia za posługiwanie się fałszywymi dokumentami, a wkrótce po tym postawiono mu zarzuty oszustw finansowych.
24 kwietnia 2007 roku Mawrodi został uznany winnym oszustwa i 28 kwietnia został skazany na cztery i pół roku więzienia. W tym samym roku sprawa karna o oszustwa podatkowe została jednak unieważniona z powodu przedawnienia, a wyrok został wydany już po przedawnieniu. 22 maja 2007 roku został zwolniony z aresztu. W następnym roku moskiewski komornik zgromadził ponad 700 tytułów egzekucyjnych przeciw Mawrodiemu, których celem było odzyskanie pieniędzy zainwestowanych w fundusz MMM.
W styczniu 2011 roku Mawrodi ogłosił utworzenie funduszu MMM-2011 i obiecywał inwestorom zyski w wysokości 20% miesięcznie, a ludziom starszym 30% miesięcznie. W maju następnego roku był przesłuchiwany w sprawie podejrzenia o pomocnictwo w nielegalnej działalności gospodarczej w związku z działalnością jednego z oddziałów MMM-2011 w Nowosybirsku. Piramidę zamknął 16 czerwca, wkrótce po tym, jak pod koniec maja ogłosił uruchomienie nowego funduszu – MMM-2012.
Zmarł 26 marca 2018 roku w Moskwie.

## Życie prywatne
Był żonaty z Eleną Mawrodi (z domu Pawluczenko), według innych źródeł rozwiedziony. Prawdopodobnie para miała córkę, urodzoną w 1982 roku.